# O’Shea Peak
Der O’Shea Peak ist ein 1205 m hoher Berg im ostantarktischen Mac-Robertson-Land. In der Porthos Range der Prince Charles Mountains ragt er unmittelbar südlich des Mount McCarthy auf.
Luftaufnahmen der Australian National Antarctic Research Expeditions aus den Jahren 1956 und 1960 dienten seiner Kartierung. Das Antarctic Names Committee of Australia benannte ihn nach John H. O’Shea, Funker auf der Wilkes-Station in den Jahren 1962 und 1964 sowie auf der Macquarieinsel im Jahr 1966.